# Liberación Andaluza
Liberación Andaluza (LA) es un partido político español constituido a mediados de la década de 1980, de ideología andalucista islamizante.
Totalmente inactivo desde las elecciones autonómicas y las elecciones generales de 2008, que la candidatura que integraba no obtuvo representación.

## Descripción
Constituido hacia 1985 o 1986, tuvo su origen en la Yama'a Islámica de Al-Andalus. La formación, de ideología andalucista islamizante, tomó ideas de Blas Infante, yendo más allá todavía que este en sus planteamientos referentes a la identidad andaluza, proponiendo la oficialidad del idioma árabe en la región. Descrita como una organización abiertamente anticasticista y separatista, algunos de sus principales líderes habrían sido Abderramán Ortiz Molera y Yasser Calderón. En palabras de Christiane Stallaert la formación era de la opinión de que «el Islam no es una religión propiamente dicha sino la expresión del "genio", del "estilo" particular andaluz».
Con vocación irredentista, defendía una Andalucía compuesta por la actual comunidad autónoma de Andalucía, la Región de Murcia, la provincia extremeña de Badajoz, la albaceteña sierra de Alcaraz, el Algarve portugués y Gibraltar. La formación alegaba el incumplimiento de los acuerdos alcanzados en las Capitulaciones de Granada y una supuesta colonización del territorio andaluz por parte de España. Sus resultados electorales han sido descritos como «irrelevantes» a pesar de la impronta de su propuesta de andalucismo histórico entre la población musulmana andaluza y la propia formación como un «grupúsculo político». El mayor éxito electoral de Liberación Andaluza fue en las elecciones municipales de 1987, cuando se situó como la tercera fuerza política en el Ayuntamiento de Algeciras, tras el PSOE y Alianza Popular.

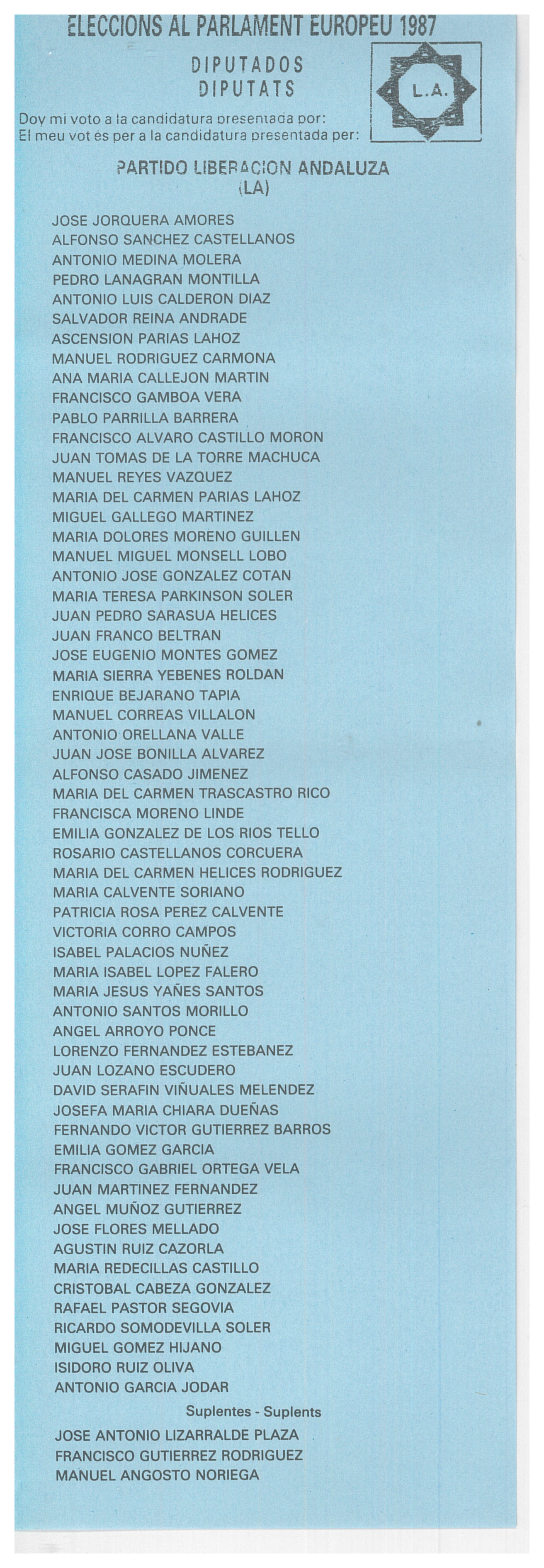
Papeleta de Liberación Andaluza para las elecciones europeas de 1987

Según Christiane Stallaert la plataforma se habría disuelto hacia 1989, al menos como «movimiento político», como consecuencia de su escaso éxito, circunstancia que también apoya Susan Martin-Márquez.
Últimos años
«Liberación Andaluza» figuró como parte integrante de la coalición electoral Coalición Andalucista en las elecciones autonómicas de 2008, que no obtuvo representación. En 2016 se produjo el cambio de nueva bandera de la provincia de Almería , que pasaba del verde a lucir el blanco y rojo de la Cruz de San Jorge. Liberación Andaluza se opuso totalmente a dicho cambio, tachando la nueva bandera como una imposición del PP ya que dicha bandera no había representado a la provincia, además de suponer un insulto a la misma, ya que la ciudad fue destruida por una alianza genovesa, pisana y catalana. A su vez argumentaba que la auténtica bandera andaluza ondeó por primera vez en la Alcazaba de Almería. En 2021 la formación todavía aparecía registrada en el Registro de Partidos Políticos del Ministerio del Interior de España.

## Resultados electorales
El partido únicamente ha concurrido a los comicios autonómicos de 1986 y las municipales y europeas de 1987 y 1989. En las Autonómicas de 2008, se presenta dentro de Coalición Andalucista. 

### Elecciones municipales
Se presentó a las Municipales de 1987 por las provincias de Cádiz, Córdoba y Sevilla obteniendo un total de 5580 votos, con tres concejales en Algeciras.
| Año                 | Votos | %    | Concejales |
| ------------------- | ----- | ---- | ---------- |
| Municipales de 1987 | 5580  | 0.18 | 3          |

### Elecciones autonómicas
| Año                              | Votos   | %    | Parlamentarios |
| -------------------------------- | ------- | ---- | -------------- |
| Andaluzas de 1986                | 5996    | 0.18 | 0              |
| Andaluzas de 2008 (Dentro de CA) | 124 243 | 2.76 | 0              |

### Elecciones europeas
| Año              | Votos | %    | Europarlamentarios |
| ---------------- | ----- | ---- | ------------------ |
| Europeas de 1987 | 9881  | 0.05 | 0                  |
| Europeas de 1989 | 9421  | 0.06 | 0                  |